# Linton Kwesi Johnson
Linton Kwesi Johnson  (alias LKJ) est un dub poet (poète dub) britannique et musicien de reggae né le 24 août 1952 à Chapelton en Jamaïque. « Kwesi », prénom ashanti, est le surnom qu'il prit au début de sa carrière poétique.

## Biographie

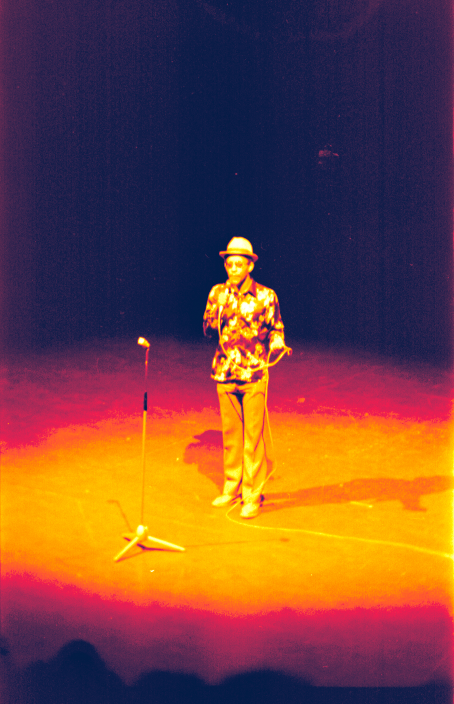
LKJ, 1980.

En 1963, il part rejoindre sa famille à Londres. Bien qu'étant étudiant, il adhère au mouvement anglais des Black Panthers. Il organise par exemple un atelier poésie et participe au groupe de reggae Rasta Love.
Il commence en 1973 des études de sociologie au Goldsmiths College de Londres. Pendant ces années, il publie son premier texte dans un journal du groupe Race Today Collective, qui publie en 1974 son premier recueil de poésie Voices of the Living and the Dead.
Suit ensuite en 1975 son deuxième recueil Dread Beat An' Blood aux éditions Bogle L'Ouverture. Sa dub poetry est alors sa première reconnaissance, il reçoit en 1977 la bourse d'études Cecil-Day-Lewis. Le label Island publie en 1978 son premier disque, Dread Beat An' Blood, sous le nom d'artiste Poet and the Roots. En 1979 et 1980 suivent plusieurs albums : Forces of Victory, un premier succès commercial, qui marque son époque, et Bass Culture, qui, avec son recueil Inglan Is a Bitch publié en même temps, consolide sa renommée de voix lyrique la plus importante du reggae britannique.
En même temps, le travail musical, à son avis, apporte beaucoup à son travail social et politique et malgré son grand succès et l'offre d'un important contrat de disques, il se consacre à d'autres activités. Il travaille notamment sur une série de documentaires pour la télévision britannique. Cependant en 1984 il publie Making History, qui est pour certains[Qui ?] son meilleur album. Il sort ensuite les deux albums suivants : Tings An' Times en 1991 et More Time en 1998. En 1991, il publie un album de textes titré également Tings an' Times. Il ne fait plus de grandes tournées depuis 1985.[réf. souhaitée]
LKJ fonde en 1981 son propre label, LKJ Records, et produit ainsi l'important poète dub jamaïcain Michal Smith. Ses propres disques sortent également généralement sous son propre label.
Il fut accompagné lors d'un de ses concerts en France par la formation de reggae français Bass Culture.

## Style, poésie et politique
Sa poésie évolue de la récitation de ses propres poèmes en créole jamaïcain au reggae dub, en général écrite en collaboration avec le producteur et artiste britannique Dennis Bovell.
Bien qu'il emploie l'anglais dans ses discours aux étudiants et aux politiciens, la poésie de LKJ est écrite en créole jamaïcain.
La plupart de sa poésie est politique, abordant les thèmes de l'oppression policière, des conditions de vie et de  l'expérience d'être noir en Grande-Bretagne.
Il s'est notamment investi dans les manifestations faisant suite à l'emprisonnement de George Lindo, un homme inculpé pour vol dont la culpabilité n'avait pas été prouvée.
La photographie de Linton Kwesi Johnson récitant un poème au mégaphone devant les manifestants venus réclamer la libération de ce dernier fit la couverture de Dread Beat An' Blood, son premier album.

## Œuvres
- Voices of the Living and the Dead, Londres, 1974
- Dread Beat an' Blood, Londres, 1975
- Inglan Is a Bitch, Londres, 1975
- Tings an' Times, Newcastle upon Tyne and London, 1991
- Mi Revalueshanary Fren, Penguin, 2002

## Discographie
- 1978 : Dread Beat An' Blood - Island
- 1979 : Forces of Victory - Island
- 1980 : Bass Culture - Island
- 1981 : LKJ in Dub - Island
- 1983 : Making History - Island
- 1985 : LKJ Live in Concert with the Dub Band - LKJ Records
- 1991 : Tings An' Times - LKJ Records
- 1992 : LKJ in Dub: Volume 2 - LKJ Records
- 1996 : LKJ Presents - LKJ Records
- 1996 : LKJ A Cappella Live - LKJ Records
- 1998 : More Time - LKJ Records
- 1998 : Independant Intavenshan  - Island
- 2002 : LKJ in Dub: Volume 3 - LKJ Records
- 2003 : LKJ Live in Paris, with the Dennis Bowell Dub Band - LKJ Records

## Participations
- 1999 : Emmaüs Mouvement (disque anniversaire des 50 ans d'Emmaüs), Virgin records
- 2012 : 15e festival des Nuits du Sud